# El retablo de Maese Pedro
El retablo de Maese Pedro es una obra musical para marionetas de Manuel de Falla, con libreto inspirado en un episodio del Quijote. La obra fue compuesta para ser interpretada en los conciertos y representaciones privadas que ofrecía en París la Princesa de Polignac a quien está dedicada, compartiendo dedicatoria junto a Miguel de Cervantes por el autor, Manuel de Falla.

## Personajes
| Personaje                           | Tesitura     | Reparto el 25 de junio de 1923 Director: Vladimir Golschmann |
| ----------------------------------- | ------------ | ------------------------------------------------------------ |
| Don Quijote                         | barítono     | Hector Dufranne                                              |
| Maese Pedro                         | tenor        | Thomas Salignac                                              |
| Trujamán                            | Niño soprano | Manuel García                                                |
| Sancho Panza                        | mimo         |                                                              |
| El ventero                          | mimo         |                                                              |
| El estudiante                       | mimo         |                                                              |
| El paje                             | mimo         |                                                              |
| El hombre de las lanzas y alabardas |              |                                                              |

Figuras del retablo
- Carlo Magno
- Don Gayferos
- Don Roldán
- Melisendra
- El rey Marsilio
- El moro enamorado

## La obra
El texto de la obra se basa en el capítulo XXVI de la Segunda Parte de Don Quijote de la Mancha de Miguel de Cervantes, con unas líneas de otras partes de la obra. En este capítulo, por casualidad un titiritero, Maese Pedro, llega a la misma venta en La Mancha de Aragón donde se encuentran Don Quijote y Sancho. En la obra que representa Maese Pedro con sus títeres se cuenta la historia de la francesa Melisendra, esposa de don Gaiferos, a quien tenía cautiva el rey Moro Marsilio, más la liberación por parte del enamorado de esta dama con el final de la persecución por parte de los moros. Llegado este lance, el loco don Quijote, que no se da cuenta de que se trata de títires, destruye el teatro y los muñecos, con el fin, según él, de salvar a los fugitivos.
La estructura de la obra es de un acto con la participación de tres cantantes y marionetas. El único acto se divide en ocho breves fragmentos que se van desarrollando sin interrupción:
- Pregón
- Sinfonía de Maese Pedro
- Corte de Carlomagno
- Melisendra
- Los Pirineos
- La Fuga
- La Persecución
- Final

## Representaciones
- Se estrenó en versión de concierto en Sevilla en marzo de 1923.
- El 25 de junio de 1923 se representó en forma escénica en el ya citado palacio de la princesa de Polignac en París.
- El 21 de agosto de 1926 se llevó la obra a Buenos Aires, en versión de concierto, en el Teatro Politeama. Por aquella época, Falla tenía su residencia en Argentina, en Alta Gracia (provincia de Córdoba); allí murió.
- También en Argentina, en el Teatro Colón de Buenos Aires, se representó la obra en las temporadas de 1931, 1932, 1939, representaciones que dirigió el propio autor.
- En 1976, Gonzalo Cañas realiza para Radio Televisión Española un audiovisual con esta ópera. Dirigida por Francisco Montolió, la dirección musical corrió a cargo de Odón Alonso; las voces eran de Isabel Penagos, Pedro Farré y Julio Julián. La dirección y realización técnica era de Gonzalo Cañas, que además actuaba de "Maese Pedro", junto a Paco Curto en el papel de "Don Quijote". Los diseños y realización de las marionetas fueron de Viví Escrivá y la manipulación fue de los marionetistas: Julio Michel, Lola Atance, Francisco Porras, Emilio Gazo, etc.  Diez años después se volvería a emitir por televisión dentro del programa El Carro de la Farsa.

Esta ópera rara vez se representa en la actualidad; en las estadísticas de Operabase no aparece entre las óperas representadas en el período 2005-2010.